# Médaille Leverhulme
Ne pas confondre avec le prix Philip-Leverhulme.

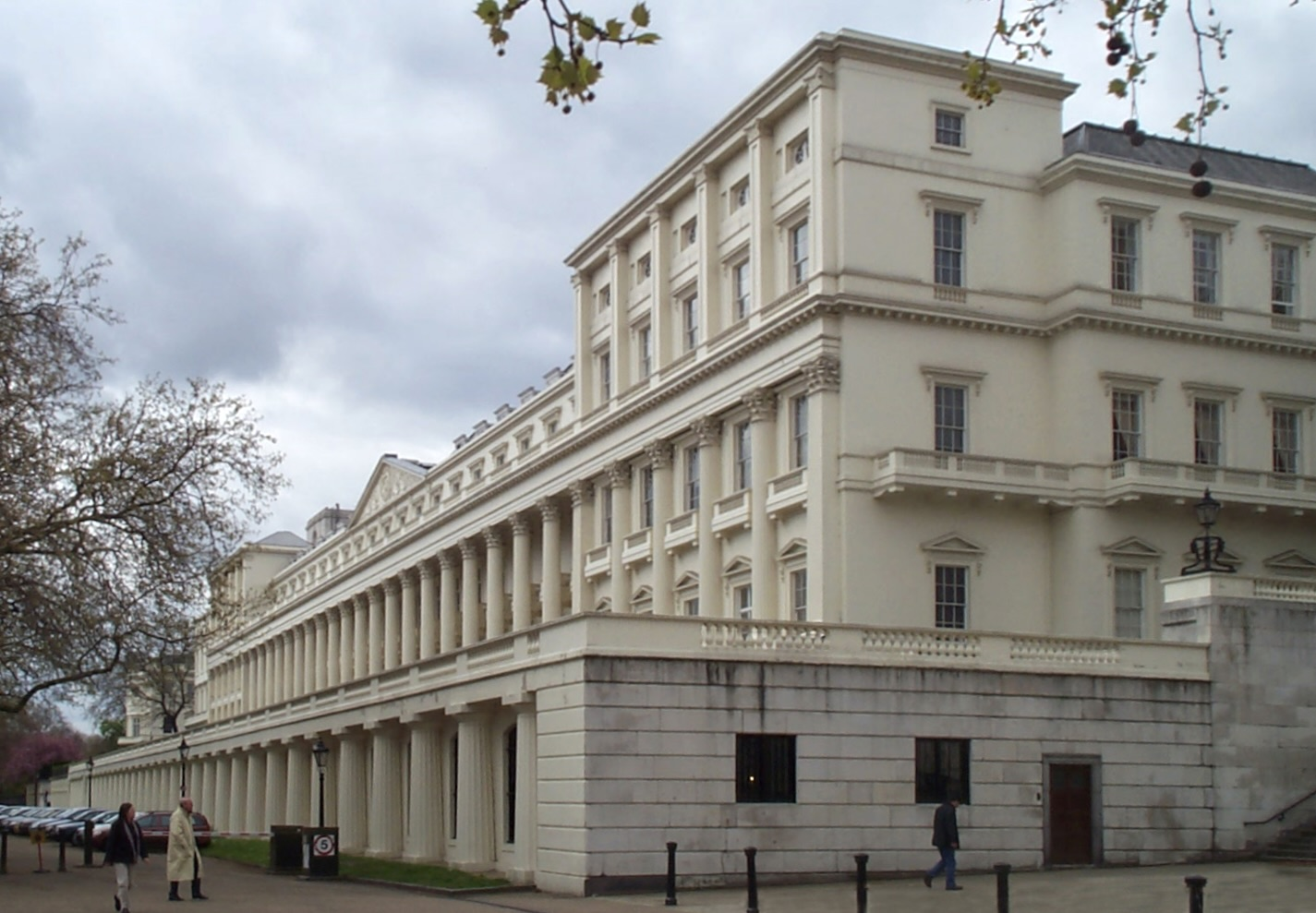
Site de la Royal Society à Londres.

La médaille Leverhulme est une distinction scientifique créée en 1960 à l'occasion du tricentenaire de la Royal Society (académie des sciences britannique) à la volonté du Leverhulme Trust Fund. Cette médaille en or récompense tous les trois ans un scientifique pour une contribution exceptionnelle dans le domaine de la chimie pure ou appliquée.

## Liste des lauréats
- 1960 : Cyril Norman Hinshelwood
- 1963 : Archer John Porter Martin
- 1966 : Alec Arnold Constantine Issigonis

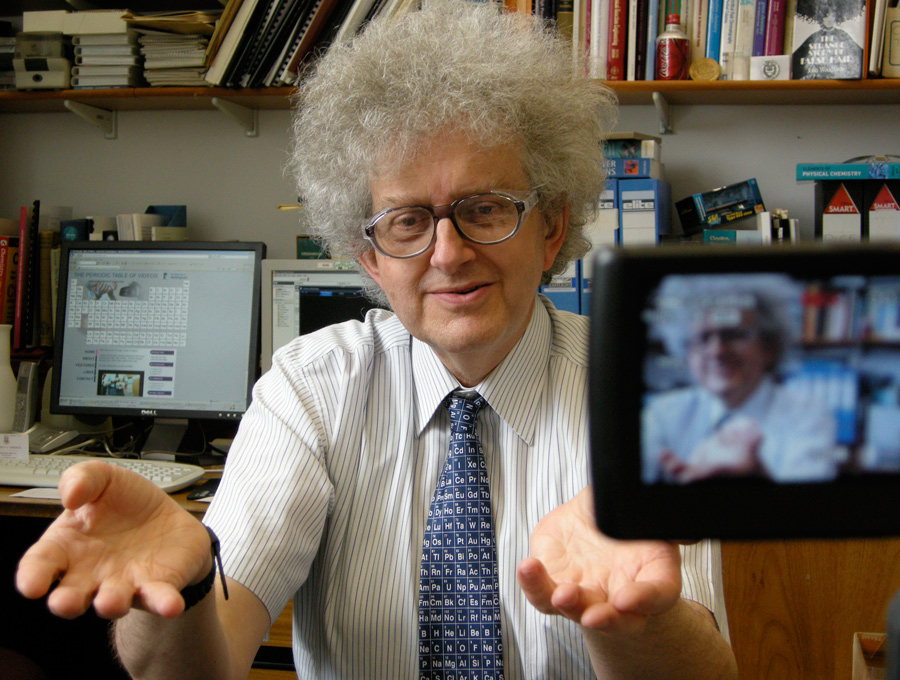
Martyn Poliakoff, lauréat 2010 de la médaille Leverhulme.

- 1969 : Hans Kronberger
- 1972 : John Adams
- 1975 : Frank Rose
- Martyn Poliakoff, lauréat 2010 de la médaille Leverhulme.1978 : Frederick Warner
- 1981 : Stanley Hooker
- 1984 : John Frank Davidson
- 1987 : George William Gray
- 1990 : Ray Freeman
- 1993 : John Shipley Rowlinson
- 1996 : MM Sharma
- 1999 : Jack Baldwin
- 2002 : Nicholas Handy
- 2005 : John Knott
- 2008 : Anthony Cheetham
- 2010 : Martyn Poliakoff
- 2013 : Konstantin Novoselov
- 2016 : Anne Neville
- 2019 : Frank Caruso
- 2022 : Charlotte Williams